# Samson François
Samson Pascal François (ur. 18 maja 1924 we Frankfurcie nad Menem, zm. 22 października 1970 w Paryżu) – francuski pianista.

## Życiorys
Urodził się we Frankfurcie nad Menem, gdzie jego ojciec pracował we francuskim konsulacie. W latach 1932–1935 studiował w Konserwatorium w Nicei, 1935–1937 w École Normale de Musique u Yvonne Lefébure i Alfreda Cortota, 1938–1940 w Konserwatorium Paryskim u Marguerite Long. W 1943 otrzymał I nagrodę na Międzynarodowym Konkursie im. M. Long i J. Thibaud. Koncertował w Europie, Ameryce, Chinach i Japonii. W USA zadebiutował w 1947, występując jako solista z New York City Symphony pod dyrekcją Leonarda Bernsteina. Miesiąc później grał recital w nowojorskiej Carnegie Hall. W następnych latach występował w USA wielokrotnie, ostatni raz w 1961.
Należy do najwybitniejszych pianistów francuskich XX wieku. Pozostawił wiele nagrań, m.in. Koncerty G-dur i D-dur Ravela, komplet Preludiów Debussy'ego, utwory Chopina oraz oba koncerty Liszta.
Françoise był także kompozytorem, autorem m.in. Koncertu fortepianowego (1951) i muzyki filmowej.
Zmarł w wieku 46 lat, po drugim zawale serca.